# Warder (Pays-Bas)
Pour les articles homonymes, voir Warder.
Warder est un village de la commune néerlandaise d'Edam-Volendam, situé dans la province de Hollande-Septentrionale.

## Géographie
Le village est situé à l'est de la commune, sur le bord du Markermeer, au nord de la ville d'Edam.

## Histoire
Warder est une commune à part entière de 1820 à 1970, date à laquelle elle est intégrée dans la commune de Zeevang, qui fusionne le 1er janvier 2016 avec Edam-Volendam.

## Démographie
Le 1er janvier 2018, le village comptait 800 habitants.